# Президент Сенегалу
Президе́нт Сенега́лу — голова держави Республіка Сенегал. Ця посада виникла з проголошенням незалежності Сенегалу від Франції у 1960 р. Згідно з конституцією 1963 р. президент Сенегалу сконцентрував у своїх руках усю владу в державі, бувши і головою держави і головою уряду, керівником правлячої Соціалістичної партії, головнокомандувачем збройних сил тощо. Але згідно з новою конституцією 2001 р. частина повноважень передана прем'єр-міністру Сенегала, який є заступником президента. Проте більшість влади залишається у президента Сенегалу.

## Список президентів
- 1960 — 31 грудня 1980 — Леопольд Седар Сенгор
- 1 січня 1981 — 1 квітня 2000 — Абду Діуф
- 1 квітня 2000 — 2 квітня 2012 — Абдулай Вад
- 2 квітня 2012 — 2 квітня 2024 — Макі Салл
- з 2 квітня 2024 — Бассіру Діомай Фай